# 다그마라 워즈니악
다그마라 워즈니악(영어: Dagmara Wozniak, 1988년 7월 1일~)은 폴란드 태생의 미국의 펜싱 선수로 주 종목은 사브르이다. 2008년 하계 올림픽의 여자 사브르 단체전에서 교체 요원으로 참가한 경험이 있으나, 이 대회에서 실제 출전하지는 못하였다. 이후 그녀는 2012년 하계 올림픽에서 여자 사브르 단체전에 이 부문에서 2연패를 거둔 매리얼 재거니스와 함께 출전하였다.
워즈니악은 그녀가 1세였을 때 그녀의 부모님과 함께 미국으로 이민갔다. 워즈니악이 처음 검을 잡았을 때 나이는 9세였다. 워즈니악은 뉴저지주 우드브리지의 콜로니아 고등학교를 2006년에 졸업한 뒤, 세인트 존스 대학교에 입학하였다.
워즈니악이 거둔 가장 큰 성과들 중 하나는 2011년 펜싱 세계 선수권 대회의 여자 사브르 단체전에서 동메달을 획득한 것이다. 2008년 백업 멤버였던 그는 2012년 하계 올림픽 때에 들어서 국가대표팀 주전이 되었다.
2012년 하계 올림픽의 여자 사브르 개인전에서 그녀는 16강전에서 튀니지 출신의 난적 아자 베스베스를 15-13으로 이겼으나, 러시아의 소피야 벨리카야와의 8강전에서 13-15로 석패하며 탈락하였다. 이후 벨리카야는 이 토너먼트의 은메달을 획득하였다.